# Trothaer Habichtskraut
Das Trothaer Habichtskraut (Hieracium norvegicum subsp. trothanum) ist eine Unterart des Norwegischen Habichtskrauts und gehört zur Gattung der Habichtskräuter.

## Namensgebung
Eine erste Beschreibung erfolgte durch den Karlsruher Biologen und Habichtskraut-Spezialisten Karl Hermann Zahn. Dabei lagen ihm Pflanzen vor, die der Botaniker August Albert Heinrich Schulz (1862–1922) im Jahr 1895 am „Porphyrfelsen bei Trotha“ gesammelt hatte.

## Beschreibung
Das Trothaer Habichtskraut ist eine Rhizomstaude. Die mehrjährige Pflanze erreicht eine Wuchshöhe zwischen 10 und 40 cm. Die blattlosen Stängel können ein- oder mehrköpfig sein und sind mit winzigen Haaren besetzt. In den Blütenköpfen stehen etwa 40 bis 50 gelbe Zungenblüten. Die Fruchtstände sind mit weißen Achänen besetzt. Blüten- und Fruchtstand lassen im Aussehen an die „Hundeblume“ (Löwenzahn) erinnern.
Die Blütezeit ist von Juni bis September.

## Verbreitung und Vermehrung
Die Pflanze kommt ausschließlich in Trotha, einem Stadtteil im Norden von Halle an der Saale, vor. Das Trothaer Habichtskraut ist damit ein Endemit.
Die Vermehrung erfolgt asexuell, also ohne Befruchtung. Durch den fehlenden Gen-Austausch sind Tochter- und Elternpflanzen genetisch identisch.

## Schutzprogramm
Da die Standorte im Verbreitungsgebiet leicht zugänglich sind, ist der Bestand seit Jahren stark rückläufig. Um ein Aussterben der seltenen Pflanze zu verhindern, wurden einzelne Exemplare durch Mitarbeiter der halleschen Universität entnommen und im Botanischen Garten der Stadt kultiviert.